# Bu'eine Nujeidat
Bu'eine Nujeidat è un consiglio locale arabo nel distretto Settentrionale di Israele. È composto da due villaggi, Bu'eine e Nujeidat, che si sono fusi nel 1987, e ha assunto lo status di consiglio locale nel 1996. Nel 2019 la sua popolazione era di 9 812 abitanti, la maggioranza dei quali musulmana.

## Storia
Bu'eine è un villaggio situato su un sito antico. Qui sono stati ritrovati una piccola brocca risalente all'età del ferro e frammenti di vaso di epoca romana e bizantina.  Qui si trova anche una possibile tomba romana o bizantina.
Sono stati trovati anche frammenti di vaso del primo periodo islamico e mamelucco.

### Impero ottomano
Nel 1517 il villaggio fu inglobato nell'Impero ottomano con il resto della Palestina e nei registri fiscali del 1596 appariva come al-Bu'ayna, situato nella nahiya di Tabariyya, parte del sangiaccato di Safad. La popolazione era di 38 famiglie e 6 scapoli, tutti musulmani. Pagavano un'aliquota d'imposta fissa del 25% sui prodotti agricoli, inclusi grano, orzo, alberi da frutto e cotone, oltre a entrate occasionali, capre e alveari; un totale di 2420 akçe.
Una mappa dell'invasione napoleonica del 1799 di Pierre Jacotin mostrava Bu'eine, chiamata Beni.
Nel 1875, quando Victor Guérin visitò, il villaggio contava al massimo 150 abitanti. Guérin notò inoltre che "sotto il villaggio, sul lato nord-est, un curioso serbatoio scavato nella roccia, con tre abbeveratoi. Vi conducono dei gradini. All'interno è ricoperto da uno spesso cemento, e coperto a volta con pietre tagliate. L'acqua un tempo vi scorreva attraverso un condotto ora soffocato. La moschea del villaggio è un'antica chiesa, essendo stata realizzata una nuova porta sul lato nord. Le pendici della collina erano precedentemente coperte di case, costruite a terrazze. Caratteri rudi sono stati trovati tracciati sulle rocce a circa 600 passi ad est del villaggio".
Nel 1881 il Survey of Western Palestine (SWP) del PEF descrisse El Baineh come "un villaggio costruito sul fianco di una collina, contenente 200 abitanti musulmani. Possiede una sorgente e ci sono uliveti nella pianura a nord".

### Mandato britannico della Palestina
Nel censimento del 1922 della Palestina condotto dalle autorità del Mandato britannico, Bu'aniyeh aveva una popolazione di 212 abitanti, tutti musulmani, aumentati al censimento del 1931 a 349, di cui 2 erano ebrei e il resto musulmani, in un totale di 67 case occupate.
Nelle statistiche del 1945 la popolazione di Bu'eina era di 540 abitanti, tutti musulmani, mentre la superficie totale era di 9.214 dunum, secondo un'indagine ufficiale sui terreni e sulla popolazione. Di questi, 782 sono stati assegnati a piantagioni e terreni irrigabili, 13.223 a cereali, mentre 30 dunum sono stati classificati come aree edificate. Tutti gli abitanti erano musulmani.

### Israele
Bu'eine fu catturata dall'esercito israeliano durante la seconda parte dell'Operazione Dekel, dal 15 al 18 luglio 1948. Rimase sotto la legge marziale fino al 1966.